# NGC 4735
NGC 4735 este o starburst galaxy⁠(d) situată în constelația Părul Berenicei. A fost descoperită în 9 mai 1885 de către Guillaume Bigourdan⁠(d).